# Vincent (Familienname)
Vincent ist ein von dem gleichlautenden Vornamen abgeleiteter englischer und französischer Familienname.

## Namensträger

### Familienname
- Alex Vincent (* 1981), US-amerikanischer Schauspieler
- Alfred Vincent (1850–1906), Schweizer Politiker
- Allen Vincent (1903–1979), US-amerikanischer Drehbuchautor
- Amy Vincent (* 1959), US-amerikanische Kamerafrau
- Anna Vincent, australische Filmproduzentin
- Arnaud Vincent (* 1974), französischer Motorradrennfahrer
- Ava Vincent (* 1975), US-amerikanische Pornodarstellerin
- Bernadette Bensaude-Vincent (* 1949), französische Wissenschaftshistorikerin
- Beverly M. Vincent (1890–1980), US-amerikanischer Politiker
- Bird J. Vincent (1880–1931), US-amerikanischer Politiker
- Brandon Vincent (* 1994), US-amerikanischer Fußballspieler
- Cerina Vincent (* 1979), US-amerikanische Schauspielerin
- Charles Vincent (1862–1918), französischer Bildhauer
- Christian Vincent (* 1955), französischer Regisseur und Drehbuchautor
- Christophe Vincent (* 1992), französischer Fußballspieler
- Daniel Vincent (1874–1946), französischer Politiker
- David Vincent (* 1965), US-amerikanischer Rockmusiker
- E. Duke Vincent (1932–2024), US-amerikanischer Fernsehproduzent
- Earl W. Vincent (1886–1953), US-amerikanischer Politiker
- Eddie Vincent (1878-), US-amerikanischer Jazzposaunist
- Edgar Vincent, 1. Viscount D’Abernon (1857–1941), britischer Politiker, Diplomat und Schriftsteller
- Eliska Vincent (1841–1914), französische Feministin
- Emmanuel Vincent (* 1997), mauritischer Fußballspieler
- François-André Vincent (1746–1816), französischer Maler
- François-Nicolas Vincent (1767–1794), französischer Revolutionär
- Frank Vincent (1939–2017), US-amerikanischer Schauspieler
- Frank Vincent (Musiker) (1938–2014), US-amerikanischer Jazzpianist
- Gabe Vincent (* 1996), nigerianisch-US-amerikanischer Basketballspieler
- Gabrielle Vincent (1928–2000), belgische Künstlerin, Kinderbuchautorin und -illustratorin
- Gene Vincent (1935–1971), US-amerikanischer Rockabilly-Musiker
- George Edgar Vincent (1864–1941), US-amerikanischer Soziologe
- Guillaume Vincent (Regisseur), französischer Filmregisseur, Filmproduzent und Drehbuchautor
- Guillaume Vincent (Curler) (* 1989), französischer Curler
- Guillaume Vincent (Pianist) (* 1991), französischer Pianist
- Harl Vincent (Harold Vincent Schoepflin, 1893–1968), US-amerikanischer Science-Fiction-Autor
- Heinrich Josef Vincent (1819–1901), Musiker
- Hélène Vincent (* 1943), französische Schauspielerin
- Henri Catherine Balthazard Vincent (1775–1844), französischer General der Infanterie
- Hugues Vincent (1974–2024), französischer Cellist, Komponist und Improvisator
- Jack Vincent (1904–1999), britischer Ornithologe
- Jacques Vincent (1849–1942), französische Schriftstellerin
- James Vincent (* 1989), englischer Fußballspieler
- James Carroll Vincent (1897–1948), US-amerikanischer Stummfilmschauspieler, siehe J. Warren Kerrigan
- Jan-Michael Vincent (1944–2019), US-amerikanischer Schauspieler
- Jane Vincent (* 1966), kanadische Skilangläuferin
- Jay Vincent (* 1959), US-amerikanischer Basketballspieler
- Jean Vincent (1930–2013), französischer Fußballnationalspieler
- Jean Vincent (Politiker), Alterspräsident des Schweizer Nationalrates
- Jean Baptiste Bory de Saint-Vincent (1780–1846), französischer Naturforscher, Botaniker und Oberst
- Jean Hyacinthe Vincent (1862–1950), französischer Physiker
- Jean Michael Vincent, siehe Jan-Michael Vincent
- Jean-Pierre Vincent (1942–2020), französischer Theaterregisseur und -leiter
- Jo Vincent (1898–1989), niederländische Konzertsängerin und Gesangslehrerin
- John Vincent (1764–1848), britischer Admiral
- John Vincent (Seemann) (1884–1941), britischer Seemann und Antarktisreisender
- June Vincent (1920–2008), US-amerikanische Schauspielerin
- Justin Vincent (* 1983), US-amerikanischer Footballspieler
- Katie Vincent (* 1996), kanadische Kanutin
- Kayne Vincent (* 1988), neuseeländischer Fußballspieler
- Keydrick Vincent (* 1978), US-amerikanischer Footballspieler
- Laurence Vincent-Lapointe (* 1992), kanadische Kanurennsportlerin
- Léonie Vincent (* 1994), schwedisch‑französische Schauspielerin
- Louis Vincent (1808–1877), Wiesenbaumeister und Kulturingenieur in Regenwalde
- Louis-Hugues Vincent (1872–1960), französischer Dominikaner und Biblischer Archäologe
- Lucien Vincent (1909–2001), französischer Autorennfahrer
- Marianne Vincent (1900–1988), österreichische Schauspielerin und Schriftstellerin
- Marie Vincent (Schauspielerin), französische Schauspielerin
- Marie Vincent (Basketballspielerin), Schweizer Basketballspielerin
- Mark Sinclair Vincent (* 1967), US-amerikanischer Schauspieler, siehe Vin Diesel
- Maurice Vincent (* 1955), französischer Politiker (PS)
- Nicholas Vincent (Admiral) (1723–1809), britischer Admiral
- Niel Vincent (* 2000), französischer Snookerspieler
- Norah Vincent (1968–2022), amerikanische Schriftstellerin
- Pascal Vincent (* 1971), kanadischer Eishockeyspieler und -trainer
- Paul Vincent (1950–2016), deutscher Musiker
- Pierre Vincent (Maler) (* um 1750; † nach 1815), französische Maler
- Pierre Vincent (General) (1914–2015), französischer General
- Pierre Vincent (Fußballspieler) (* 1932), französischer Fußballtorwart
- Pierre Vincent (Basketballtrainer) (* 1964), französischer Basketballtrainer
- Pierre Vincent (Leichtathlet) (* 1992), französischer Sprinter
- Pierre H. Vincent (* 1955), kanadischer Politiker
- Pierre M. Vincent (1927–2014), französischer Geologe und Vulkanologe
- Ra Vincent, neuseeländischer Szenenbildner und Artdirector
- Raymonde Vincent (1908–1985), französische Schriftstellerin
- René Vincent (1879–1936), französischer Maler, Werbegrafiker und Plakatkünstler
- Rhonda Vincent (* 1962), US-amerikanische Sängerin und Musikerin im Genre Country und Bluegrass
- Richard Vincent, Baron Vincent of Coleshill (1931–2018), britischer Feldmarschall und Life Peer
- Royson Vincent (* 1996), malaysischer Mittelstreckenläufer
- Sam Vincent (Basketballtrainer) (James Samuel Vincent; * 1963), US-amerikanischer Basketballspieler und -trainer
- Sam Vincent (Schauspieler) (Samuel Vincent Khouth; * 1971), kanadischer Schauspieler, Synchronsprecher und Sänger
- Sam Vincent (Drehbuchautor) (* 1979), britischer Drehbuchautor und Produzent
- Scott Vincent (Nachrichtensprecher) (1922–1979), US-amerikanischer Nachrichtensprecher
- Scott Vincent (Golfspieler) (* 1992), simbabwischer Golfspieler
- Sébastien Vincent (* 1982), französischer Badmintonspieler
- Simon Vincent (* 1967), britischer Komponist und Performer
- Sylvie Vincent (1941–2020), kanadische Anthropologin und Ethnologin
- Sténio Vincent (1874–1959), haitianischer Politiker und Präsident von Haiti
- Tony Vincent (* 1973), US-amerikanischer Rocksänger und Musicaldarsteller
- Trevor Vincent (* 1938), australischer Leichtathlet
- Troy Vincent (* 1971), US-amerikanischer Footballspieler
- Vinnie Vincent (* 1952), US-amerikanischer Rockgitarrist
- Virginia Vincent (1918–2013), US-amerikanische Schauspielerin
- William D. Vincent (1852–1922), US-amerikanischer Politiker
- Yves Vincent (1921–2016), französischer Schauspieler

### Künstlername
- Vincent (Schlagersänger) (1968–2014), deutscher Schlagersänger
- St. Vincent ist der Künstlername von Annie Clark, einer US-amerikanischen Multi-Instrumentalistin, Sängerin und Songwriterin